# St. Peter und Paul (Sebnitz)

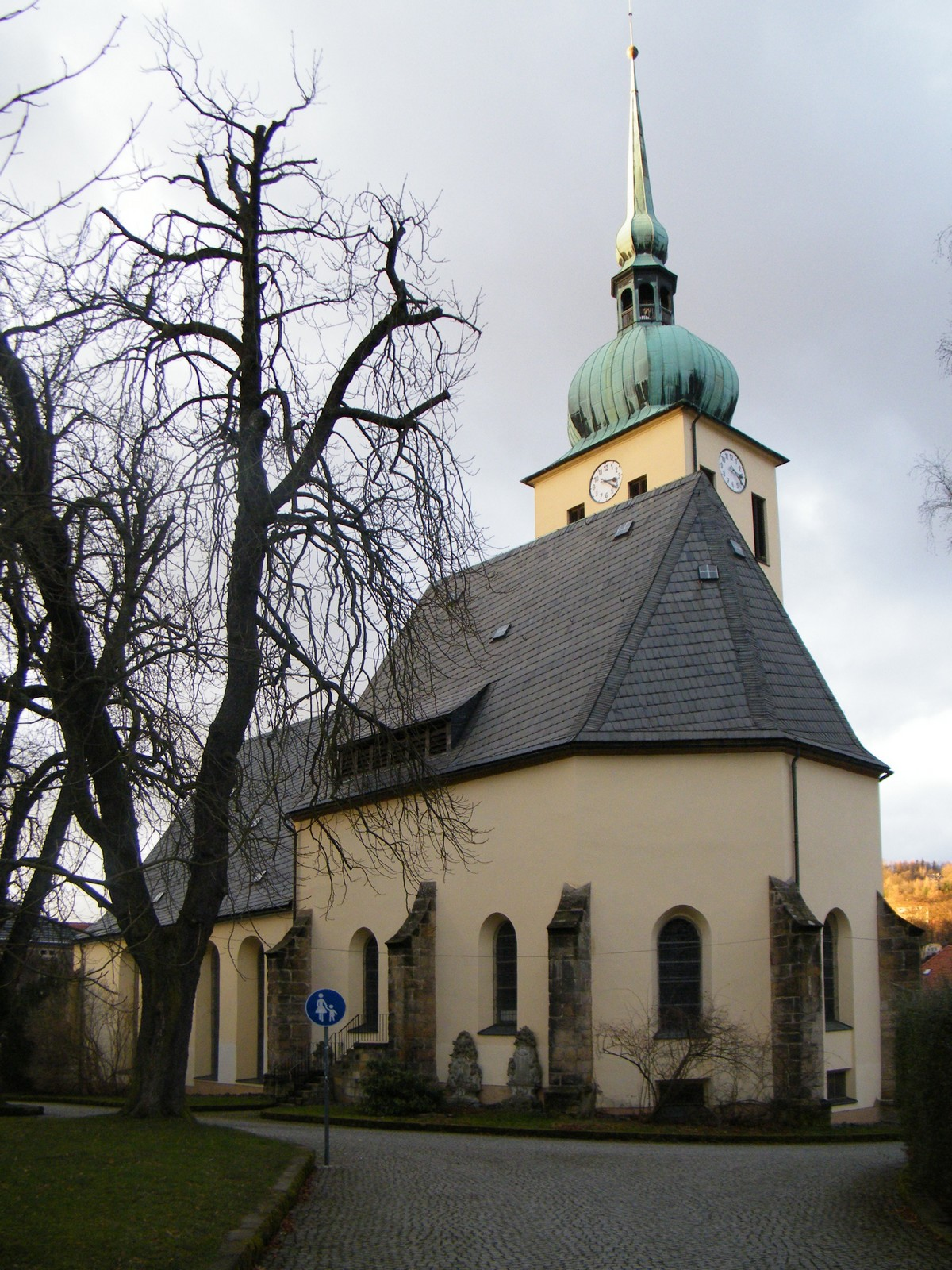
St. Peter und Paul (Sebnitz)

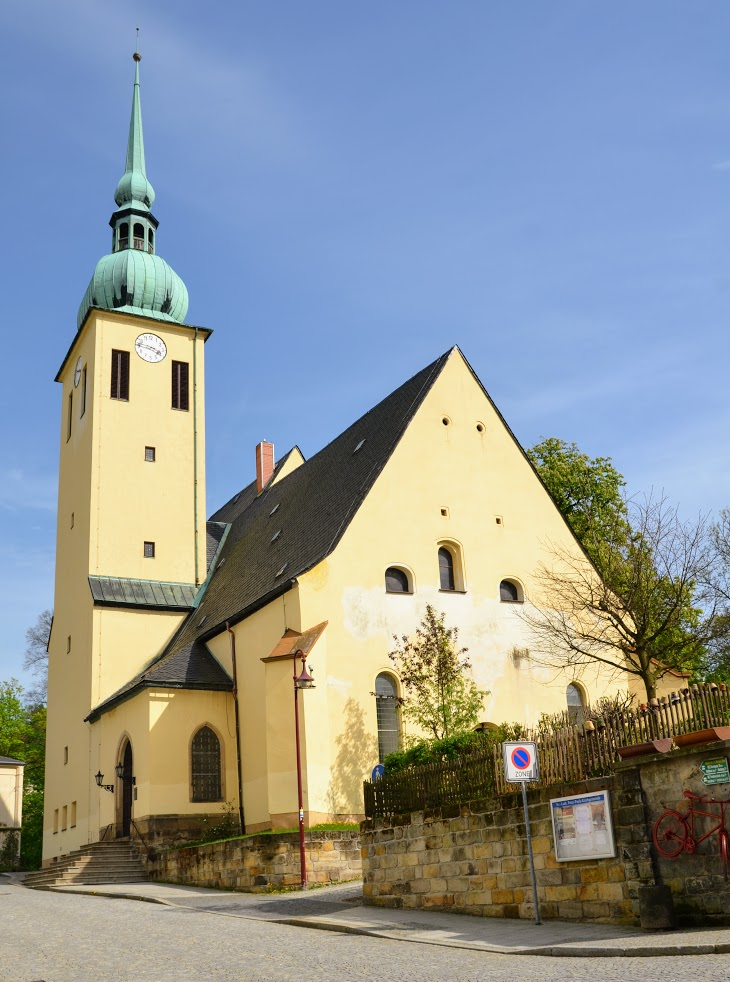
Westansicht

Die evangelische Kirche St. Peter und Paul in Sebnitz im Landkreis Sächsische Schweiz-Osterzgebirge in Sachsen ist eine gotische, nachträglich erweiterte Predigtkirche mit zweigeschossige Emporen. Sie gehört zur Kirchengemeinde Sebnitz-Hohnstein im Kirchenbezirk Pirna der Evangelisch-Lutherischen Landeskirche Sachsens.

## Geschichte und Architektur
Von einem schon im 13. Jahrhundert erwähnten Bau sind keine Reste nachweisbar. Der von Strebepfeilern umgebene Chor des 15. Jahrhunderts endet in einem Dreiachtelschluss, das nahezu quadratische Schiff ist mit 1619 datiert. Der Turm an der Chornordseite wurde von Otto Rometsch im Jahr 1928 erbaut. Restaurierungen erfolgten in den Jahren 1892 und 1928/29, jeweils im Innenraum.
Das Schiff ist mit einer hölzernen Kassettendecke mit 88 Wappen- und Ornamentfeldern geschlossen, die mit der Jahreszahl 1619 versehen ist, vermutlich von Hans Panitz. Ein Triumphbogen vermittelt zum eingezogenen Chor, das heutige Zellengewölbe stammt aus dem Jahr 1928. Das Schiff ist von zweigeschossigen Emporen umgeben, die 55 Brüstungsfelder sind mit figurenreichen Szenen aus dem Alten und dem Neuen Testament bemalt, nach einer Inschrift von Johann Gottfried Burchardy aus Dresden in den Jahren 1688/89; aus der gleichen Zeit stammen die eingeschossigen Emporen im Chor mit Aposteldarstellungen. Die Decke wird von einem Holzpfeiler in der Mitte des Raums gestützt, was diesen zu einer Einstützenhalle macht.

## Ausstattung
Das Hauptstück der Ausstattung ist ein reich geschnitzter, zweigeschossiger Altar, die Bilder sind von Säulen gerahmt. Im Hauptfeld ist das Abendmahl dargestellt, mit der Jahreszahl 1586 von Martin Kott aus Schandau, darüber die Kreuzabnahme. In den seitlichen Nischen sind vollplastische Figuren von Johannes dem Täufer und dem Apostel Johannes aufgestellt, darüber Engel. die hölzerne Kanzel aus dem 16. Jahrhundert ist am Korb mit geschnitzten Darstellungen der Evangelisten, Petrus und des Salvators versehen; am Treppenaufgang ist die Bekehrung des Paulus dargestellt. Ein sechseckiger Taufstein mit der Jahreszahl 1586 wurde 1928 mit großen, störenden Inschriften versehen und vergoldet. An der Mittelstütze des Schiffs ist eine hölzerne Madonnenfigur aufgestellt, die vermutlich aus einer Kreuzigungsgruppe vom Ende des 15. Jahrhunderts stammt; darüber ein Kruzifix aus der Zeit um 1510, dessen Hände im Jahr 1908 ersetzt wurden. Im Chor sind Reste einer spätgotischen Ausmalung erhalten, die Szenen aus dem Leben Christi darstellen, sowie drei große Pastorenbildnisse aus dem 17. und 18. Jahrhundert. Die Figuren eines spätgotischen Flügelaltars sind heute im Heimatmuseum zu sehen. An der Außenwand sind einige barocke Grabsteine aufgestellt.
Die Orgel ist ein Werk von Jehmlich Orgelbau aus dem Jahr 1902 mit 33 Registern auf zwei Manualen und Pedal, das 1991 und 2008 restauriert wurde.